# Гольйово
Гольйо́во (рос. Гольёво) — село в Красногорському районі Московської області Російської Федерації.

## Розташування
Село Гольйово входить до складу міського поселення Красногорськ, воно розташовано на південь від Красногорська, на березі річки Куриця, між Новоризьким та Ільїнським шосе. На північному сході від села — кільцева розв'язка Новоризького й Ільїнського шосе.

## Історія
Перша згадка належить до XVII ст.. Назва села, очевидно, походить від прізвища Гольйов (рос. Гольев), менш переконлива версія, що пов'язує назву з округлими камінцями-«голишами», які у великій кількості траплялися на берегах Куриці. До другої половини XIX ст. Гольйово мало тісні зв'язки з сусіднім селом Павшино (зараз — у межах м. Красногорськ). На східній окраїні села, біля берега річки Москви наприкінці XIX ст. було виявлене стародавнє городище, датоване І тисячоліттям нашої ери.

## Населення
Станом на 2010 рік у селі проживало 317 людей

## Пам'ятки архітектури
У кілометрі на захід від села знаходиться пам'ятка історії федерального значення — садиба Архангельське.

## Галерея

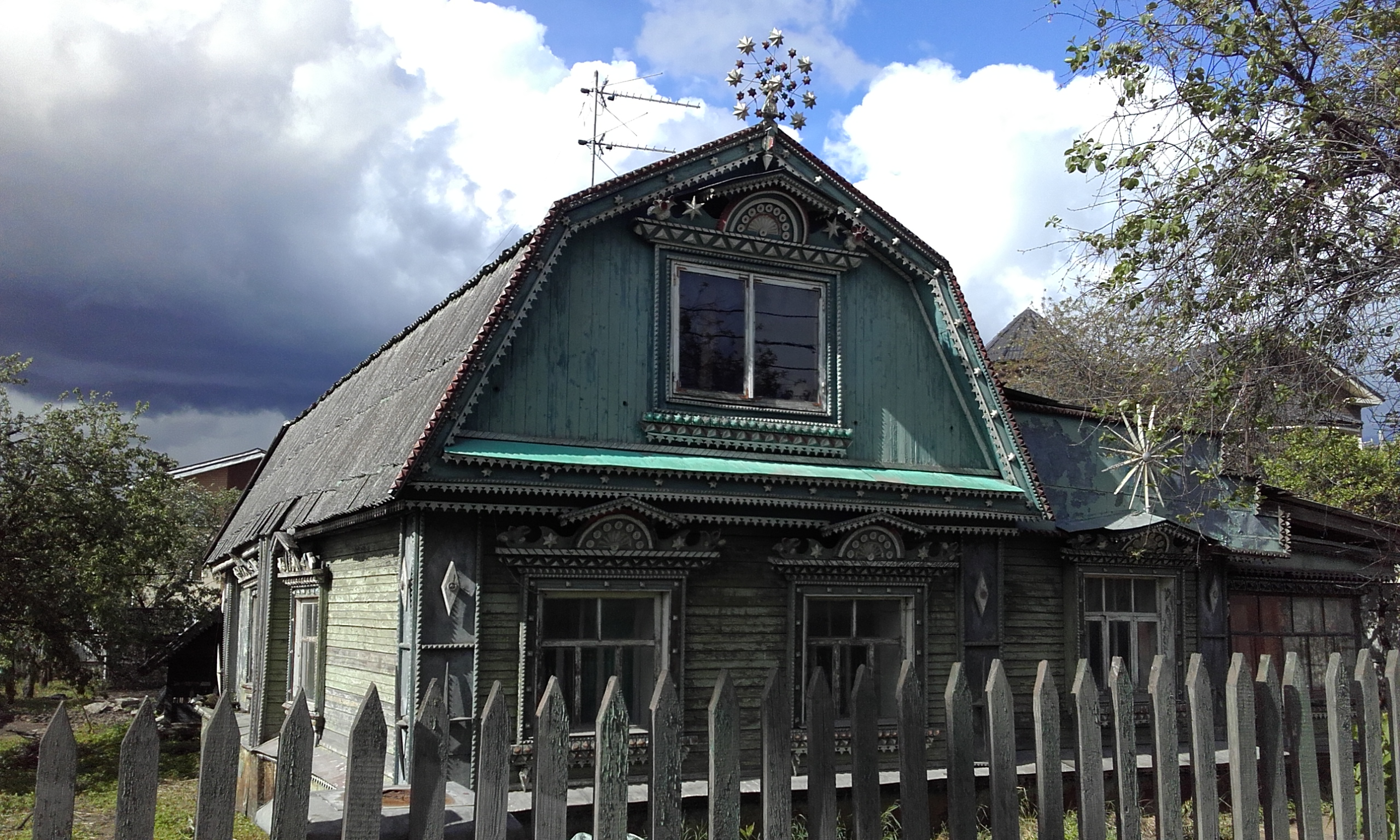
Оздоблений будинок у селі Гольйово на Ільїнському шосе
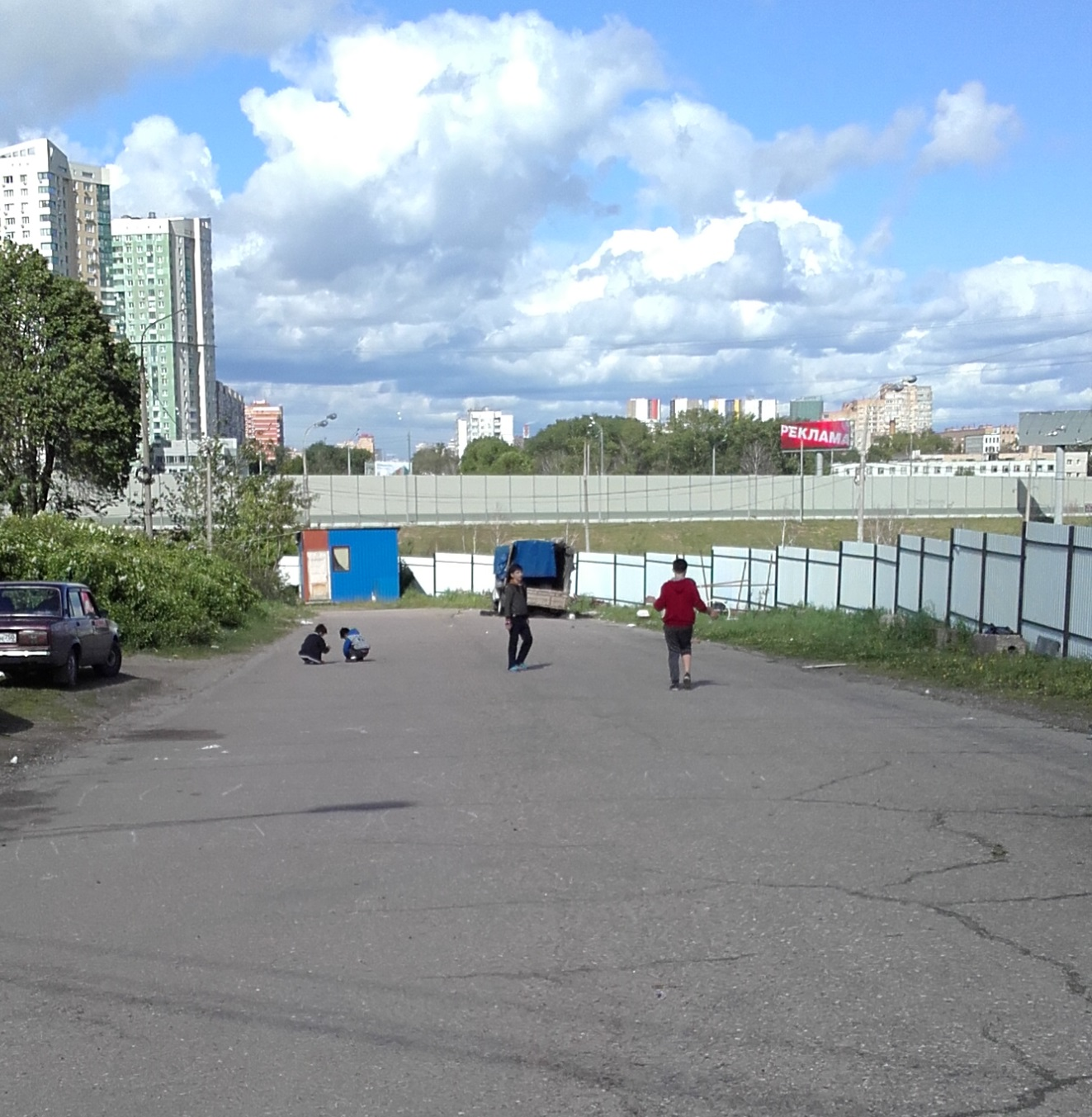
Ділянка старого полотна Ільїнського шосе на сході села, що залишилася після побудування розв'язки в 1980-х роках